# Tinnsjå
Tinnsjå (Tinnsjø, Tinnsjøen) er en sø delt mellem kommunerne Tinn og Notodden i Vestfold og Telemark fylke i Norge. Fra vest kommer Måna fra Møsvatn og Rjukan, fra nord kommer elven Mår fra søen Mår, Gøystavatnet og Kalhovdfjorden. Tinnsjå er en del af Skiensvassdraget, og afvandes via Tinnelva i syd, ned til Heddalsvatnet. Tinnsjå (460 m dyb) er Norges tredje dybeste sø, og den tyvende største.
Under anden verdenskrig, i 1944, blev tinnsjøfærgen DF «Hydro» sprængt af norske modstandsfolk på Tinnsjøen. Om bord havde den en last med tungt vand. Vraget af færgen blev lokaliseret af et dykkerhold fra Notodden i 1993. I 2004 blev vraget igen undersøgt da et amerikansk filmselskab skulle lave optagelser af vraget.

## Steder ved Tinnsjå
- Feten
- Atrå
- Atrå brygge (Sigurdsrud)
- Fagerstrand (Tinn)
- Austbygde
- Mæl
- Hovin

## Eksterne kilder og henvisninger
1. ↑  Norges vassdrags- og energidirektorat NVE
2. ↑  Tinnsjå på snl.no

- Wikimedia Commons har flere filer relateret til Tinnsjå